# Маркович, Мома
Момчило Мома Маркович (серб. Момчило Мома Марковић; 16 ноября 1912, Белград Королевство Сербия — 7 августа 1992, Белград СФРЮ) — югославский политический, государственный и общественный деятель, участник народно-освободительной борьбы в Югославии в годы Второй мировой войны, генерал-майор Югославской народной армии. Герой Социалистического труда и Народный Герой Югославии.

Группа руководителей партизанского движения в Югославии в годы Второй мировой войны. Сидят справа налево: Мома Маркович, Тито, Благое Нешкович, стоят справа налево: Александр Ранкович, Слободан Пенезич, неизвестный, Милован Джилас, Арсо Йованович

## Биография
Родился в семье учителей. Его отец был членом Союза коммунистов Югославии. Мома также с юности присоединился к революционному молодежному движению. После поступления на медицинский факультет Белградского университета стал активным участником революционной студенческой организации, с 1932 года — член Лиги коммунистической молодежи Югославии. В 1933 году стал коммунистом.
В 1934 году был избран членом университетского комитета компартии Югославии (КПЮ) и одним из редакторов газеты «Медицинар». С мая 1934 года редактировал газету «Млади комунист» («Молодой коммунист»).
В январе 1935 года был арестован и приговорён к девяти месяцам лишения свободы.
После освобождения, продолжил партийную деятельность в Белграде. Будучи членом регионального комитета КПЮ по Сербии, некоторое время работал в Белградском районе, затем, в конце 1936 года по заданию партии отправлен в Крагуевац. Работал членом окружного комитета КПЮ.
В 1937 году по решению ЦК КПЮ, работал над обновлением партийных организаций в Косово и Метохии, затем в Македонии.
Позже при попытке перейти в австрийской — швейцарскую границу и добраться до Испании для участия в Гражданской войне на стороне республиканцев, в 1937 году был арестован австрийской полицией и после месяца тюремного заключения передан властям Югославии. Вернувшись нелегально в Белград, продолжил политическую деятельность в качестве члена окружного комитета КПЮ в Белграде. В начале 1938 года назначен членом провинциального комитета КПЮ Сербии.
С августа 1941 года занимался организационной подготовкой к вооруженному восстанию против немецких оккупантов в южной и юго-восточной Сербии, принимал участие в руководстве и укреплении сил для народно-освободительной борьбы в Югославии (до 1942). В начале 1943 года был назначен политическим комиссаром Главного штаба Национально-освободительной армии и партизанских отрядов Сербии.
С июня по октябрь 1944 года — начальник отдела кадров Главного штаба Национально-освободительной армии и партизанских отрядов Сербии, затем переведен на должность секретаря-организатора провинциального комитета КПЮ Сербии. Окончание войны встретил в звании генерал-майора Югославской народной армии.
После войны занимал ответственные партийные и государственные должности. Был членом правительства Федеративной Республики Сербия (1945—1946); Президентом контрольного правительства Народной Республики Сербии (1946—1948); членом Федерального исполнительного совета и федеральным секретарём по социальной политике и национальному здравоохранению (1953—1963), президентом Главного кооперативного союза FNRJ и членом руководства Социалистического союза трудового народа Югославии. Избирался депутатом Союзной скупщины и Народной скупщины Республики Сербии, был членом Совета Федерации СФРЮ.
С 1945 года — член Политбюро Коммунистической партии Сербии. С 1946 года — член ЦК Союза коммунистов Югославии. Участвовал в 5-8 съездах партии.
Редактировал партийные журналы «Комунист» («Коммунист») и «Партијска изградња» («Партийное строительство»). В 1963—1969 годах работал главным редактором газеты «Борба».
Похоронен на Новом кладбище в Белграде.